# Enrique Martínez-Cubells
Enrique Martínez-Cubells y Ruiz Diosayuda – hiszpański malarz i konserwator sztuki, specjalizował się w malarstwie morskim i rodzajowym.
Początkowo malarstwa uczył się w warsztacie ojca Salvadora Martíneza Cubellsa. Studiował również w Escuela Especial de Pintura, Escultura y Grabado w Madrycie, gdzie później został profesorem. W 1898 r. odbył podróż po Europie, podczas której poznał malarstwo niemieckie i malował morskie pejzaże, sceny rodzajowe i portrety. Brał udział w wielu wystawach, na Krajowej Wystawie Sztuk Pięknych zdobył III medal w 1897 roku, II medal w 1899 i 1901 roku i I medal w 1904 i 1912 roku. Został profesorem Królewskiej Akademii Sztuk Pięknych św. Ferdynanda w Madrycie.

## Wybrane dzieła
- Retrato de su mujer, 1855.
- El pintor Salvador Martínez Cubells, 1901.
- Trabajo, descanso y familia
- El viático en la aldea (Asturia), 1899.
- El invierno en Múnich, 1901.
- La vuelta de la pesca, 1911.
- Trabajo (tryptyk).
- El accidente ferroviario, 1894.